# Список глав государств в 250 году
Список глав государств в 249 году — 250 год — Список глав государств в 251 году — Список глав государств по годам

## Африка
- Мероитское царство (Куш) — Текеридеамани, царь (246 — 266)

## Азия
- Армения Великая — Тиридат II, царь (217 — 252)
- Вакатака — Виндхиасакти, император (250 — 270)
- Гассаниды — Джафна I ибн Амр, царь (220 — 265)
- Гупта — Шри Гупта, махараджа (240 — 280)
- Дханьявади — Тюрия Патипат, царь[англ.] (245 — 298)
- Западные Кшатрапы — Виаясена, махакшатрап (239 — 250)
- Иберия — Митридат IV, царь (249 — 265)
- Китай (Период Троецарствия):
  - Вэй:
    - Ци-ван (Цао Фан), император (239 — 254)
    - Сыма И, регент (249 — 251)

  - У — Сунь Цюань, император (222 — 252)
  - Шу — Лю Шань, император (223 — 263)
- Корея (Период Трех государств):
  - Конфедерация Кая — Кодын, ван (199 — 259)
  - Когурё — Юнгчхон, тхэван (248 — 270)
  - Пэкче — Кои, король (234 — 286)
  - Силла — Чхомхэ, исагым (247 — 261)
- Кушанское царство — Васишка II, царь (240 — 250)
- Паган — Хти Мин Ин, король[англ.] (242 — 299)
- Персия (Сасаниды) — Шапур I, шахиншах (241 — 272)
- Тоба — Тоба Ливэй, вождь (219 — 277)
- Чера — Иламчерал Ирумпораи, царь (241 — 257)
- Япония — Дзингу Кого, регент (201 — 269)

## Европа
- Боспорское царство — Рескупорид V, царь (240 — 276)
- Ирландия — Кормак мак Арт, верховный король (226 — 266)
- Римская империя:
  - Деций Траян, римский император (249 — 251)
  - Деций Траян, консул (250)
  - Веттий Грат, консул (250)

## Галерея

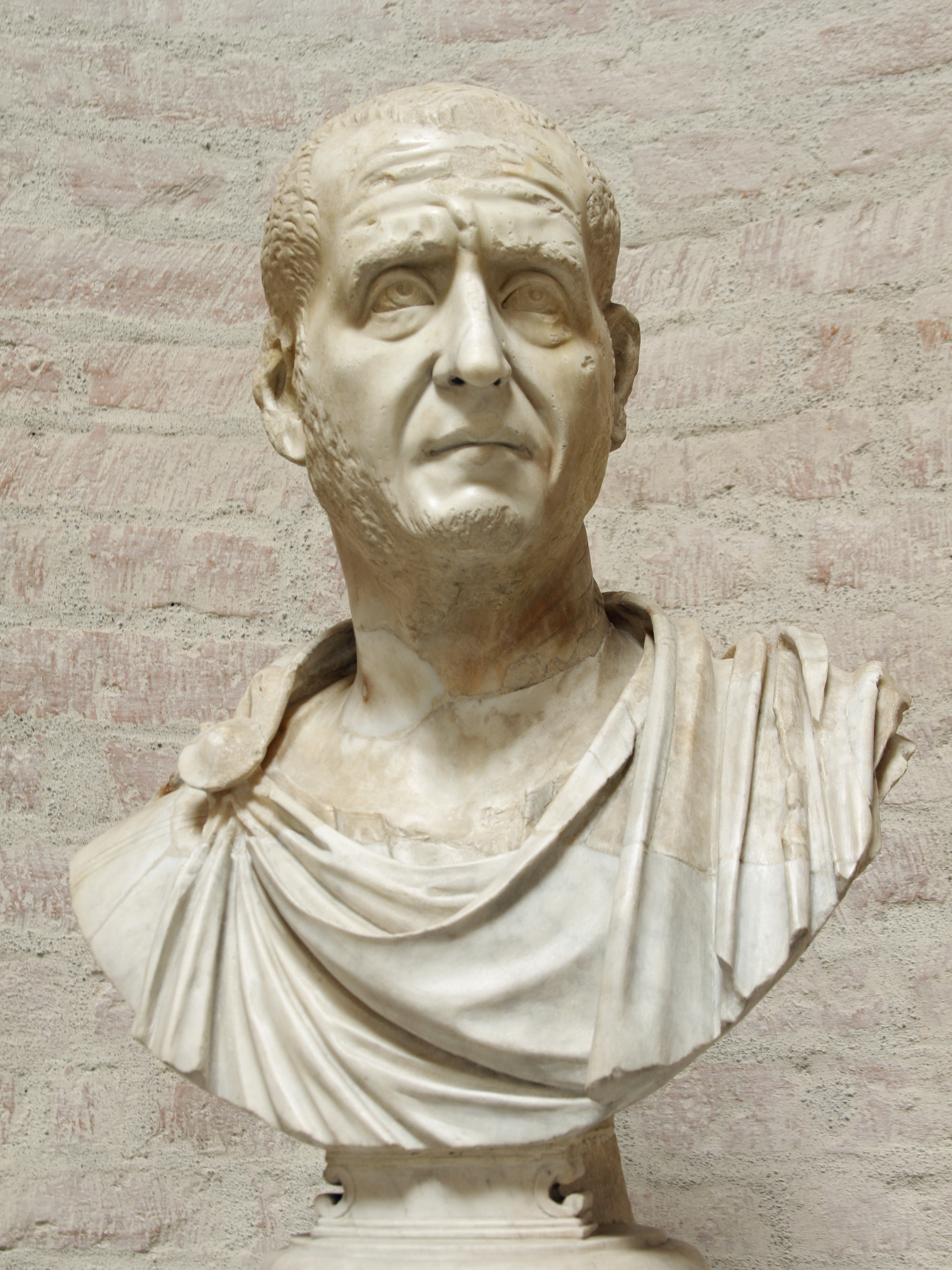
Деций Траян 249—251 Император Римской империи
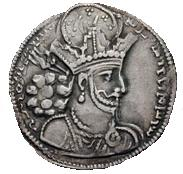
Шапур I 241—272 Шахиншах Персии
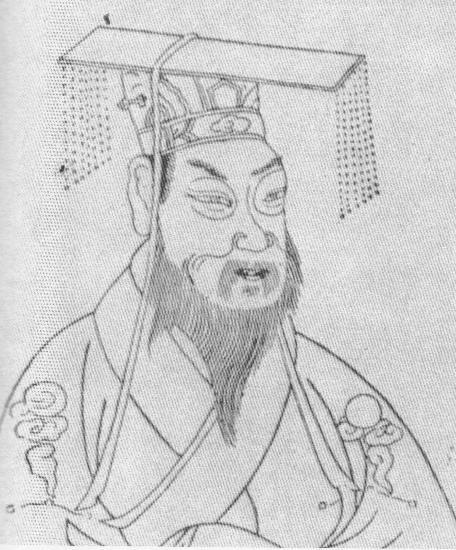
Сунь Цюань 222—252 Император китайской империи У
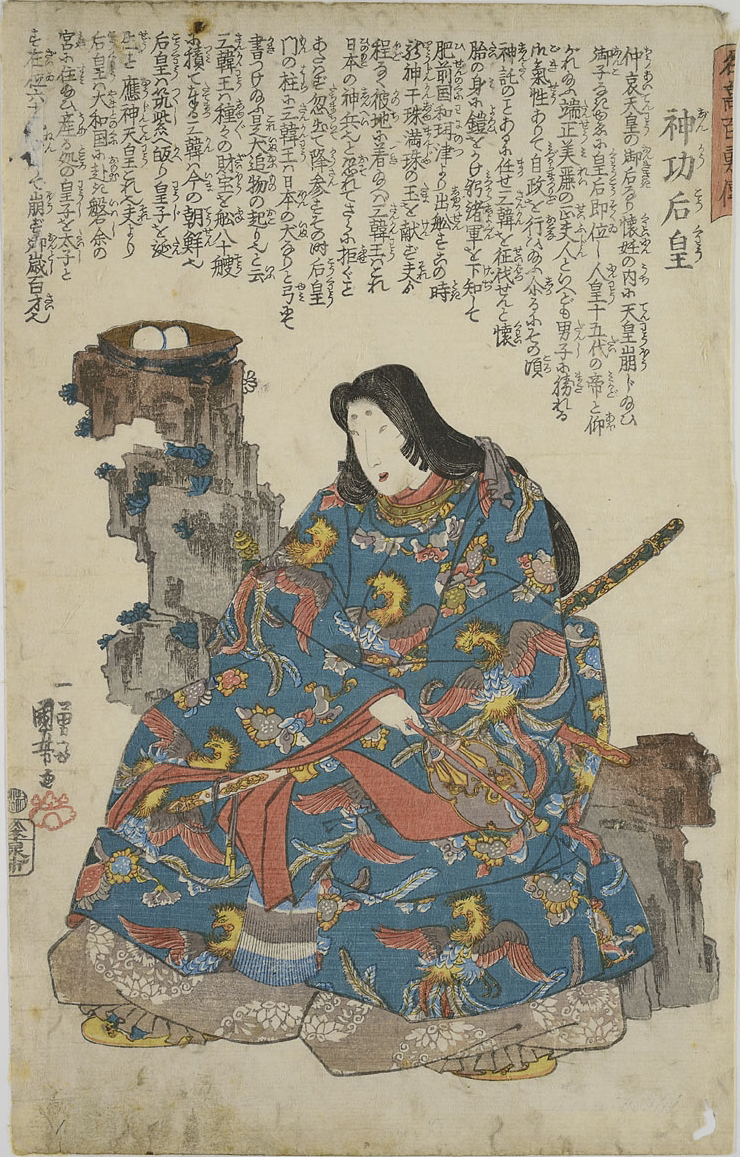
Дзингу 201—269 Императрица Японии